# چری هیلز ویلیج (کلرادو)
چری هیلز ویلیج (به انگلیسی: Cherry Hills Village) شهری در ایالت کلرادو کشور ایالات متحده آمریکا است که جمعیت آن در سرشماری سال ۲۰۱۰ میلادی، ۵٬۹۸۷ نفر بوده‌است.